# Sex efter fødsel
Sex efter fødsel bliver ofte udsat i flere uger eller måneder, og kan være vanskelig og smertefuldt for kvinder. Skader på mellemkødet eller kirurgiske snit (kejsersnit) i skeden under fødslen kan forårsage seksuel dysfunktion. Anden seksuel aktivitet end samleje er muligt tidligere i forløbet efter, men nogle kvinder vil opleve et længerevarende tab af seksuel lyst efter fødslen, som kan være forbundet med en egentlig fødselsdepression. Typiske problemer som kan vare mere end et år efter fødslen er mandens større seksuelle lyst, samt forringelse af kvindens kropslige selvagtelse.